# Gila von Weitershausen
Gisela von Weitershausen, detta Gila (Trebnitz, 21 marzo 1944), è un'attrice tedesca, attiva principalmente in campo cinematografico dalla fine degli anni cinquanta all'inizio degli anni ottanta, a partire dalla metà degli anni sessanta e principalmente in campo televisivo dagli anni ottanta in poi.

## Biografia
Tra cinema e – soprattutto – televisione, ha partecipato, spesso con ruoli da protagonista, a circa 150 differenti produzioni, a partire dalla fine degli anni cinquanta. Tra i suoi ruoli più noti, figurano tra l'altro quello di Annemarie Matthiesen nella serie televisiva Il medico di campagna (1987-1995) e quello di Biggi Moenckeberg nella serie televisiva Biggi (1998).

## Vita privata
È stata sposata con l'attore Martin Lüttge ed è stata la compagna del regista francese Louis Malle (dal quale ha avuto un figlio, Manuel Cuotemoc Malle, ora produttore cinematografico). Dopo il divorzio da Martin Lüttge, con cui è stata sposata dal 1966 al 1972, si è sposata nel 1994 con Hartmut Wahle.

## Filmografia parziale

### Cinema
- Hütet eure Töchter (1964)
- 24 Bilder, regia di Rob Houwer (1965)
- I licenziosi desideri di una ragazza moderna con il complesso... della verginità (Engelchen - oder die Jungfrau von Bamberg), regia di Marran Gosov (1968)
- Il magnifico Tony Carrera (El magnífico Tony Carrera), regia di José Antonio de la Loma (1968)
- Der Bettenstudent oder Was mach' ich mit den Mädchen?, regia di Michael Verhoeven (1970)
- Soffio al cuore (Le Souffle au cœur), regia di Louis Malle (1971)
- Violenza contro la violenza, regia di Rolf Olsen (1972)
- Il cacciatore solitario (Der Schrei der schwarzen Wölfe), regia di Harald Reinl (1972)
- Il pedone (Der Fußgänger), regia di Maximilian Schell (1973)
- Ordine Interpol: senza un attimo di tregua (Gott schützt die Liebenden), regia di Alfred Vohrer (1973)
- King Arthur, the Young Warlord, regia di Sidney Hayers, Pat Jackson e Peter Sasdy (1975)
- Profezia di un delitto (Les magiciens), regia di Claude Chabrol (1976)
- L'éducation amoureuse de Valentin, regia di Jean L'Hôte (1976)
- L'inganno (Die Fälschung), regia di Volker Schlöndorff (1981)

### Televisione
- Sie schreiben mit - serie TV (1958)
- Der Nachtkurier meldet... - serie TV, 1 episodio (1965)
- Die Tochter des Brunnenmachers - film TV (1965)
- Jan Himp und die kleine Brise - film TV (1966)
- 11 Uhr 20 - miniserie TV (1970)
- Artù re dei Britanni (Arthur of the Britons) - serie TV, 6 episodi (1973)
- St. Pauli-Landungsbrücken - serie TV, 1 episodio (1979)
- Im Regen nach Amerika - film TV (1981)
- La confusion des sentiments - film TV (1981)
- Blut und Ehre: Jugend unter Hitler - serie TV (1982)
- Meister Eder und sein Pumuckl - serie TV, 1 episodio (1982)
- Il commissario Köster/Il commissario Kress (Der Alte) - serie TV, 6 episodi (1982-1997)
- La nave dei sogni - serie TV, 6 episodi (1982-2008)
- L'ispettore Derrick - serie TV, ep. 10x03, regia di Alfred Vohrer (1983)
- Kontakt bitte... - serie TV (1983)
- Engel auf Rädern - serie TV (1983)
- L'ispettore Derrick - serie TV, ep. 11x05, regia di Alfred Vohrer (1984)
- Un caso per due - serie TV, 1 episodio (1984)
- Patrik Pacard - miniserie TV (1984)
- Bereit zum Mord - film TV (1984)
- Anderland - serie TV, 1 episodio (1985)
- Die Wilsheimer - serie TV, 1 episodio (1987)
- Il generale - miniserie TV, regia di Luigi Magni (1987)
- Dies Bildnis ist zum Morden schön - film TV (1987)
- Il medico di campagna - serie TV, 68 episodi (1987-1995)
- L'ispettore Derrick - serie TV, ep. 17x04, regia di Günter Gräwert (1990)
- Leporella - film TV (1991)
- La misère des riches II - miniserie TV (1991)
- Liebesreise - film TV (1992)
- Der Fotograf oder Das Auge Gottes - serie TV (1992)
- Die Skrupellosen - Hörigkeit des Herzens - film TV (1993)
- Imken, Anna und Maria oder Besuch aus der Zone - miniserie TV (1994)
- Der Bulle von Tölz - serie TV, 1 episodio (1996)
- Im Namen des Gesetzes - serie TV, 1 episodio (1996)
- Die Geliebte - serie TV (1996)
- Olivia - Ein Kinderschicksal bewegt die Welt - film TV (1996)
- L'ispettore Derrick - serie TV, ep. 24x08, regia di Dietrich Haugk (1997)
- Liebling Kreuzberg - serie TV, 1 episodio (1997)
- Rosamunde Pilcher - Stunden der Entscheidung - film TV (1997)
- Eine Lüge zuviel - film TV (1998)
- Polizeiruf 110 - serie TV, 1 episodio (1998)
- Biggi - serie TV (1998)
- Schlosshotel Orth - serie TV, 1 episodio (1999)
- Dir zu Liebe - film TV (2000)
- Tatort - serie TV, 3 episodi (2000-2001)
- L'uomo che piaceva alle donne - Bel Ami - film TV (2001)
- Zwei alte Gauner - film TV (2002)
- La casa del guardaboschi - serie TV, 1 episodio (2002)
- Utta Danella - serie TV, 6 episodi (2002-2006)
- Mutter kommt in Fahrt - film TV (2003)
- Nicht ohne meinen Anwalt - serie TV, 1 episodio (2003)
- Schöne Lügen - film TV (2003)
- Unter weißen Segeln - serie TV, 1 episodio (2005)
- Inga Lindström - Inselsommer - film TV (2005)
- Eine Krone für Isabell - film TV (2006)
- La nave dei sogni - Viaggio di nozze - serie TV, 1 episodio (2007)
- Ich heirate meine Frau - film TV (2007)
- Amiche nemiche - serie TV, 1 episodio (2007)
- Inga Lindström - Die Pferde von Katarinaberg - film TV (2007)
- Rosamunde Pilcher - Aus Liebe und Leidenschaft - film TV (2007)
- SOKO Kitzbühel - serie TV, 1 episodio (2008)
- Lilly Schönauer - serie TV, 1 episodio (2009)
- Meine wunderbare Familie - serie TV, 1 episodio (2009)
- Der Schwarzwaldhof - serie TV (2010-2011)
- Dora Heldt: Herzlichen Glückwunsch, Sie haben gewonnen! - film TV (2014)

## Riconoscimenti
- Deutscher Filmpreis
  - 1968 – Deutscher Filmpreis d'oro alla miglior attrice giovane per Engelchen - oder die Jungfrau von Bamberg[6]